# Platyura pectoralis
Platyura pectoralis är en tvåvingeart som beskrevs av Daniel William Coquillett 1895. Platyura pectoralis ingår i släktet Platyura och familjen platthornsmyggor. Inga underarter finns listade i Catalogue of Life.